# Sabine Günther
Sabine Günther, geb. Sabine Rieger (Jena, 6 november 1963) is een voormalige Duitse atlete, die in de jaren tachtig van de 20e eeuw voor het Oost-Duitse team uitkwam en tot de beste sprintsters ter wereld behoorde. Ze had gedurende 27 jaar het wereldrecord in handen op 4 x 100 m estafette.

## Loopbaan
Haar eerste internationale succes behaalde Rieger in 1981. Op de wereldkampioenschappen voor junioren in Utrecht won ze een gouden medaille door met een tijd van 22,91 s de Russische Valentina Bozhina (zilver; 23,13) en haar landgenote Carola Beuster (brons; 23,31) te verslaan. Een jaar later won ze een bronzen medaille op de Europese kampioenschappen in 22,51.
Op 6 oktober 1985 verbeterde Sabine Rieger op de wereldbekerwedstrijd in het Australische Canberra met haar teamgenotes Silke Gladisch, Marlies Göhr en Ingrid Auerswald het wereldrecord op de 4 x 100 m estafette. Hun tijd van 41,37 werd pas 27 jaar later, op de Olympische Spelen van 2012, door een Amerikaans team verbeterd.
In 1992 werd Günther vijfde bij de Olympische Spelen van 1992 in Barcelona op de 4 x 100 m estafette in 43,12. De wedstrijd werd gewonnen door het Amerikaanse team in 42,11.
Sabine Günther-Rieger was aangesloten bij sportvereniging SC Motor Jena.

## Titels
- Oost-Duits kampioene 200 m - 1990
- Europees jeugdkampioene 200 m - 1981
- Europees kampioene 4 x 100 m - 1982, 1986, 1990

## Persoonlijke records
| Onderdeel | Prestatie | Jaar |
| --------- | --------- | ---- |
| 100 m     | 11,19 s   | 1985 |
| 200 m     | 22,37 s   | 1982 |

## Wereldrecords
| Discipline          | Tijd (sec.) | Datum      | Plaats   | Team                                                        |
| ------------------- | ----------- | ---------- | -------- | ----------------------------------------------------------- |
| 4 x 100 m estafette | 41,37       | 06.10.1985 | Canberra | Silke Gladisch Sabine Günther Ingrid Auerswald Marlies Göhr |

## Prestaties

### 200 m
- 1981:  EJK - 22,91 s
- 1982:  EK - 22,51 s
- 1986: 7e EK - 22,98 s
- 1990: 7e EK - 22,51 s

### 4 x 100 m estafette
- 1982:  EK - 42,19 s
- 1985:  Wereldbeker - 41,37 s (WR)
- 1986:  EK - 41,84 s
- 1990:  EK - 41,68 s
- 1992: 5e OS - 43,12 s